# Heilige Drievuldigheidskapel (Gooik)

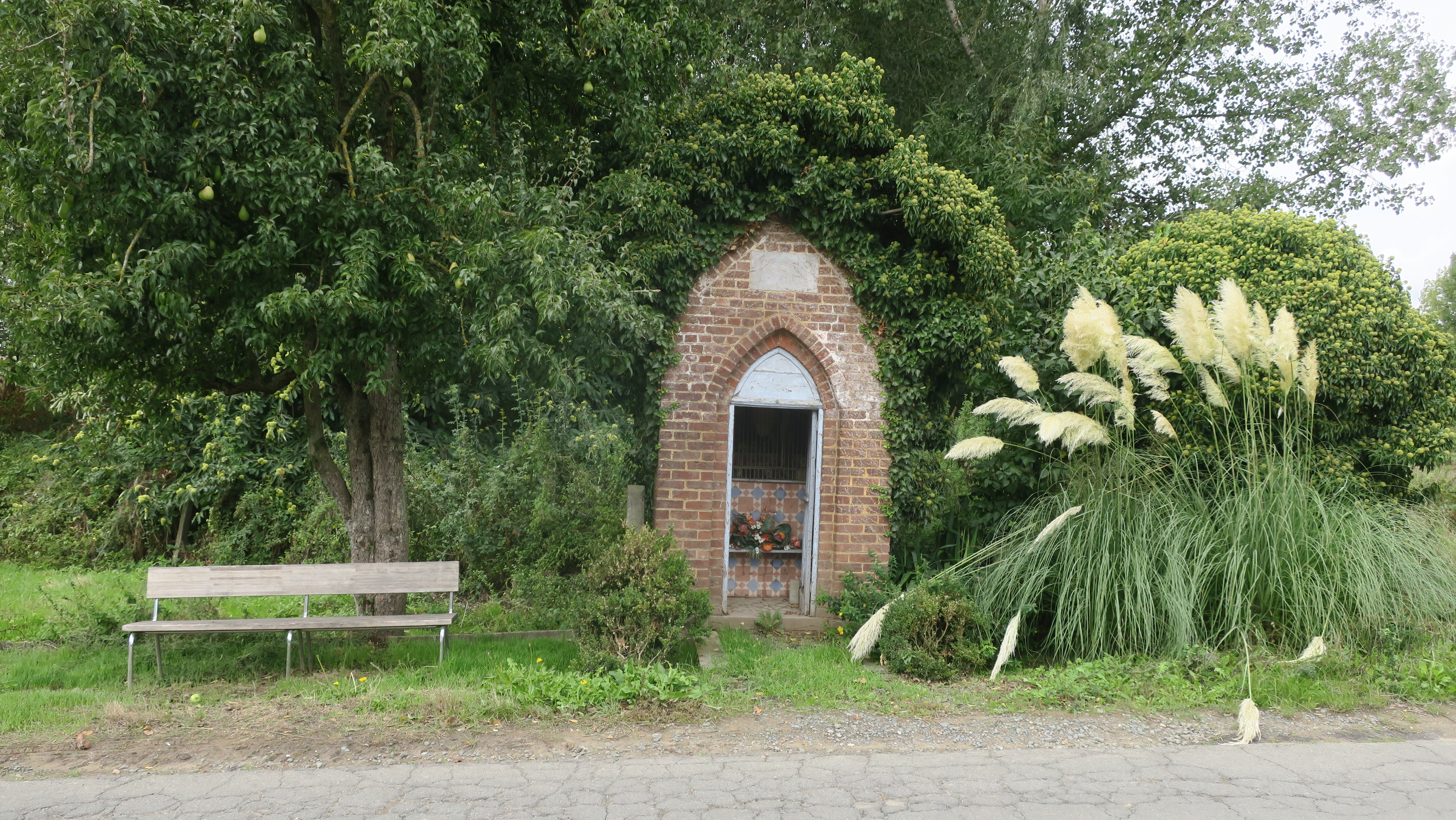

De kapel van de Heilige Drievuldigheid is een kapelgebouw gelegen in de Kasteelstraat in de Vlaamse-Brabantse gemeente Gooik, recht tegenover het huis met nummer 47.

## Historiek
De kapel, ter ere van de Heilige Drievuldigheid en de Heilige Alena, werd gebouwd door Theodore Van Der Eeckt in 1914, zoals uit het opschrift afgeleid kan worden.

## Architectuur
Deze kapel is opgetrokken uit baksteen en bevindt zich onder een zadeldak, overgroeid door struiken. Het metselwerk in de zijgevels is zorgvuldig uitgewerkt in kruisverband. De witgeschilderde houten toegangsdeur met spijlen is spitsboogvormig. Op een steen in de puntgevel wordt verwezen naar de opdrachtgever ‘Van der Eekt’ en naar de datum van oprichting ‘1914’. In de kapel staat een altaar met hekje en eveneens een zitbankje.
De kapel ligt op de route van de Heilige Drievuldigheidsprocessie, ook wel de paardenprocessie van Kester genoemd.